# PalaScapriano

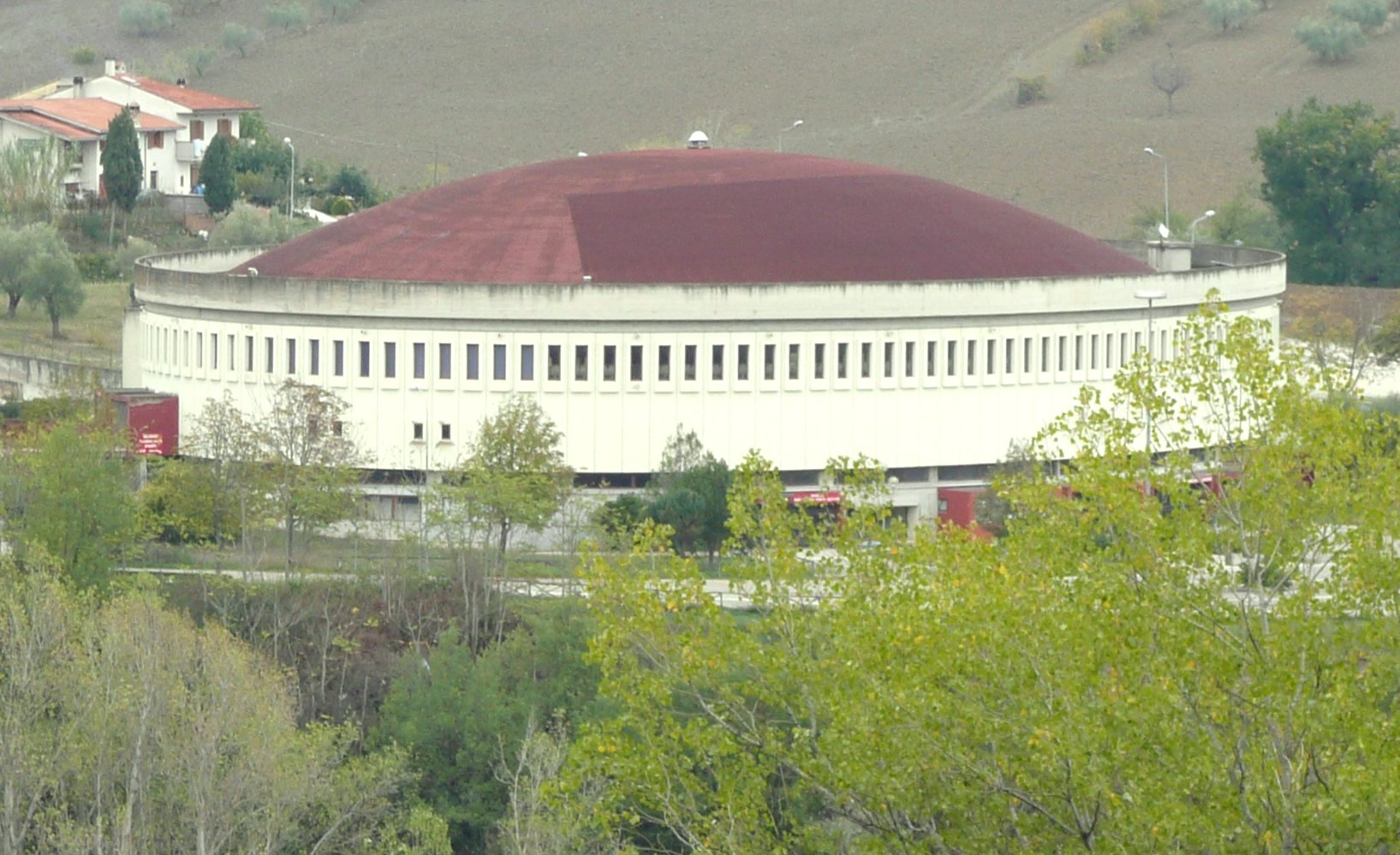
PalaScapriano (2007 r.)

PalaScapriano – włoska hala sportowo-widowiskowa położona w Teramo. Jej inauguracja odbyła się w 1980 roku. Mecze na nim rozgrywa lokalny klub Teramo Basket. Hala może pomieścic 3 500 widzów.